# BVG E
BVG E는 동베를린의 유일한 대형 규격 지하철 노선인 E선(현재의 U5)에 운행하기 위하여 동독에서 제작한 대형 규격 지하철 차량이다. 시제차인 EI형은 새로운 차량으로 개발되었지만, 양산형 차량인 EIII형은 베를린 S반의 구형 차량에서 대차와 전장품을 유용하여 제작했다. 동독에서 생산된 276형 전동차와 전두부 형상 및 전동기 구동음이 유사하다. EIII형 차량은 1963년 4월 1일에 공개되었으며 5월부터 영업 운행에 투입되었다. 1994년부터 폐차가 시작되어 1994년 7월 16일에 마지막 영업 운행을 거쳤고, 현재 보존되어 있는 차량은 2편성이다.

## 도입 배경
제2차 세계 대전 종전과 포츠담 협정으로 인하여 BVG C 차량 120량이 전쟁 배상으로 모스크바 지하철에 징발되었다. 그 결과 당시 C형 차량으로만 운행했던 동베를린의 알렉산더플라츠-프리드리히스펠데 간을 운행했던 E선에 차량이 부족해졌다. 차량 부족 현상을 해결하기 위하여 A선의 소형 규격용 차량을 그루네발트 기지에서 프리드리히스펠데 기지로 이적시켜 대신 투입했다. 두 규격간 차이를 극복하기 위하여 추가 개수가 진행되었고, 개수된 차량은 AIK형으로 불렸다.

## EI형 시제차
소형 규격 차량을 대형 규격 노선에서 장기 운행하는 것은 경제적이지 않았기 때문에 동베를린 BVG는 1952년부터 새로운 대형 규격 차량 생산을 준비했다. 과거 차량처럼 동력차+객차 구성을 사용할 예정이었다. 1954년 서베를린 BVG는 동베를린 BVG에서 C형 차량을 정밀 측정하고 사진을 촬영할 수 있도록 허가했다. 이로 얻은 정보를 사용하여 할레 아멘도르프 소재 LOWA 및 헤니히스도르프 소재 LEW에서 1955년부터 1957년까지 시제차 2량을 생산했다. 1956년 10월까지는 18 m 차량(18-Meter-Wagen)으로 알려졌고, 이후에는 서베를린 BVG에서 개발 중이었던 D형 차량과 겹치지 않는 E형으로 불렸다.
철제 차체 제작은 1956년 초에 완성되었고, LOWA는 전장품 생산을 시작했다. 아멘도르프에는 전철화된 시험선이 없었기 때문에 1956년 12월 헤니히스도르프로 회송되어 전장품이 설치되었다. 전장품 설치 이후 다시 아멘도르프로 회송되어 최종 작업이 진행되었다. 1957년 8월 4일 베를린 브리첸 화물역으로 운송되었고, 프리드리히스펠데 기지까지는 차량으로 회송되어 대차와 차체 연결 작업이 진행되었다.
차체 천장부는 평면형, 전두부 유리창은 세 부분으로 나뉘어 있었다. 회송 중임을 알리는 녹색 전조등과 객실 안내방송 장치가 추가되었다. 두 차량 모두 동력차로 생산되었고, 차체 길이는 약 18 m, 양문형 출입문은 폭 1,200 mm이며 양쪽에 각각 4개씩 장착되었다. 운전대가 장착되지 않은 쪽에는 비상 탈출문이 장착되어 있다. 출입문 사이에는 창문이 2매로 나뉘어서 장착되어 있다. 창문 개방이 불가능한 대신 외부 공기 순환용으로 압축 공기 장치가 장착되어 있으며, 온도에 따라서 시간당 17-42회 교환이 가능하도록 설정할 수 있다. 롱시트로 44석이 장착되어 있고, 출입문 인근에 접이식 좌석 1석이 장착되어 있다. 입석 정원은 120명(5명/m² 기준)으로 설계되었다. 현재의 기준인 4명/m² 하에서는 96명이다. 향후 양산차의 내장재를 결정하기 위하여 편성 내 두 차량의 객실 디자인은 서로 달랐다. 1400호차는 갈색 리놀륨 바닥, 붉은색 시트를 장착했으며 1402호차는 녹색 시트와 바닥을 장착했다. 천장부는 아이보리색으로 칠해졌고 조명 장치는 동일하게 구성했다.
당시 서베를린의 D형 차량처럼 모든 전장품이 차량별로 1조씩 장착되었기 때문에 2량 편성이라고 해도 기기 배치가 기술적으로 까다로웠다. 회송용 선로인 바이젠터널 운행을 위해서 최소 곡선반경 60 m 기준으로 설계되었다. 한 칸에는 대차별로 2개씩 총 4개의 전동기가 장착되었으며, 각각 전동기의 출력은 100 kW이다. 주행 소음을 감소하기 위하여 차체와 대차 프레임과는 고무 스프링으로 연결된다. 10 km/h까지는 저항제동을 사용하며 그 이하 속도에서는 전기식 압축공기제동을 사용한다. 차량의 양쪽 끝에는 샤펜베르크식 자동연결기가 장착되어 있어서 양산차에서는 빠른 차량 조성을 할 수 있도록 고려했다. 최대 6량까지의 병결 운행을 고려했다.
1957년 8월 30일까지 기능시험이 진행되었다. 첫 본선 시운전은 1957년 10월 8일에 시작되어 1958년 2월까지 200 km 운행을 거쳤다. BVG에서는 야간에만 시험운행을 진행했으며, 최소 15일간 야간 시험운행에 통과해야 주간 시험운행을 허가했다. 1958년 4월 중순까지는 문제 없이 운행한 횟수가 단 3회에 그쳤다. 주요 결함 부분은 주행 및 조명 설비였다. 9월까지 결함 수정이 진행되어 형식승인 준비를 시작했다. 1958년 10월 6일 알렉산더플라츠역 4번선에서 공개 행사가 진행되었다. 1959년 2월 4일 DEFA에서 제작한 영화 《Verwirrung der Liebe》에 해당 전동차가 출연했다.
월간 약 2,000 km 시험 운행, 총 42,068 km의 시험 운행을 거친 끝에 1960년 3월 31일부터 영업 운행에 사용되었다. 1958년 12월 24일 당시 BVG에서는 LOWA에 차량의 결함을 수정할 것을 촉구했다. 이후에 영업 운행에서 결함이 확인되었다. 지적받은 주요 부위에는 전장품의 과열과 발화 및 저항제동이었다. 저항제동은 급전 전압에 의존했기 때문에 전력 상황에 따라서 제동 체결이 영향을 받았으며, 10 km/h 이하에서는 압축 공기제동만 사용할 수 있었기 때문에 기관사가 도중에 제동을 전환해야 했다. 승객 입장에서는 압축 공기 순환기가 지적받았고, 특히 여름철에 환기 문제가 제기되었다. 차량 중량은 C형에 비해 무거운 약 40 t이었으며, 출발 13단 변속으로만은 최고 속도인 75 km/h에 도달할 수 없었다.
1960년 말까지 확인된 결함이 너무 많았기 때문에 BVG에서는 개량형인 EII형의 생산을 계획했다. EI형 시제차도 영업 운행에 사용할 수 있도록 BVG는 독일국영철도의 RAW 쇠네바이데에 결함 해결 및 객차 제작(1401/1403호 예정)을 요청했으나 처리 능력 문제로 거절되었다. 1961년에 운행을 중단하고 프리드리히스펠데 기지에 유치되었으며, 1400호 차량은 창고차, 1402호 차량은 훈련용으로 사용되었다. AI형과 AII형 차량을 폐차하면서 1988년에 같이 폐차되었다.

## EII형 계획
EI형 시제차가 시험 중이었을 때부터 EII형이 계획되었고, 1961년까지의 운행 경험에 따라서 개선형 개발이 확정되었다. EI형과 유사한 구조를 사용하지만 경금속 재질 차체로 변경하고 기술적인 사양이 변경될 예정이었다. 이 중에는 보조 전원 전압을 48 V에서 110 V로 승압하는 것도 있었다.
1959년 2월 18일 동베를린 BVG에서는 VEB 바곤바우 아멘도르프에 새로운 차량 제작을 의뢰했다. 전장품은 LEW 헤니히스도르프에서 제작되었고, 연결기는 VEB 바곤바우 바우첸 및 FAGA 베를린에서 제작되었다. 아멘도르프 공장의 용량 부족으로 최종 조립은 VEB 바곤바우 고타 및 VEB 바곤바우 바우첸이 계획되었다. 대차는 VEB 바곤바우 괴를리츠에서 제작될 예정이었다. 시제차 3량은 1964년, 양산차 1차분 36량은 1965년부터 반입이 시작될 예정이었다.
동베를린 BVG에서 서베를린 D형 차량을 관람한 후 얻은 정보에 따라서 일부 변경이 가해졌다. 이에 따라서 전두부 유리가 약 6도 경사진 형태로 변경되었다. 행선 안내기는 전작과 동일한 전두부 상면에 장착될 예정이었다. 출입문간 창문 개수는 1개로 축소되고, 자동 압축 공기 순환기 대신 개방 가능한 창문과 천장형 송풍기가 장착될 예정이었다. 운전실 공간이 커지면서 일부 좌석이 제거되었다. 대차는 공기 스프링으로 변경되어 차량 중량을 감소하고 최고 속도를 80 km/h로 증속할 계획이었다. 전폭은 2,620 mm, 전고는 3,427 mm로 계획되었다. 모스크바 지하철과 유사한 크기로 계획된 데에는 향후 소련으로의 차량 수출을 염두에 두고 있었다.
1961년 8월 13일 베를린 장벽 건설로 인하여 베를린의 교통 상황이 크게 변경되었다. 동베를린 시민들은 더 이상 서베를린으로 자유롭게 통행할 수 없었고, 쇤하우저 알레의 상점가로 주요 상권이 변경되었다. 오라니엔부르크 및 헤니히스도르프 방면에서의 통근객은 더 이상 도심으로 곧바로 진입할 수 없었고, 쇤하우저 알레역에서 U반 A선과 S반 환승을 통한 경로로 전환되었다. 그 결과 E선에서 운행하고 있었던 소형 규격 차량이 다시 원래 노선에 필요하게 되었다. 그 결과 동독 교통부에서는 서베를린에서 진행된 S반 보이콧으로 인하여 수요가 감소한 S반 차량의 U반용으로의 개조를 지시했다. 이러한 개조는 새로운 차량 개발보다는 시간과 비용이 적게 소요될 것으로 예상했다. 그 결과 EII형의 개발 계획은 취소되었고 양산형 차량은 S반 개조로 변경되었다.

## EIII형 양산차
동독 교통부는 1962년 초 ET 168형 S반 차량의 U반용으로의 개조를 지시했다. S반 차량 개조는 동독의 붕괴 직전까지 약 28년간 진행되었다. 총 2량 86편성이 S반에서 U반으로 개조되었으며, 반입 시기에 따라서 5개 차분으로 나뉜다. 개조에 사용된 S반 차량은 총 4가지 형식이었다. 많은 부분에서 과거 S반 전동차의 부품을 사용했지만 새로 제작된 부분도 존재한다.

### 차량 설계
S반과 유사한 형태로 차량이 조성되었다. 2량 1편성을 기본으로 영업 운행에는 4량 또는 6량 운행을 가정했다. 각 편성의 차량간은 영구 연결기로 연결되어 있으며, 편성간은 샤펜베르크식 자동연결기로 연결된다. 자동연결기를 통해서 압축공기 및 제어 시스템은 연결되지만 고압 모선은 수동으로 연결해야 했다. 연결면 높이는 S반 차량을 기준으로 설계되었다.
S반 차량에서 차체 하부, 전장품, 대차가 이식되었다. 대차에 부착된 집전 슈는 U반 노선에 맞는 형태로 변경되었고 차축도 U반 기준으로 변경되었다. 부품을 제공한 S반 차량은 차체를 해체한 다음 차체 하부 프레임을 제거했고, 차량 하부의 전폭을 축소시킨 다음 새로운 차체 하부 프레임 및 상부가 설치되었다. 1965년 개조분부터는 차체를 새로 제작했다. 새로 제작된 차체는 측면, 전후면, 지붕이 별도로 제작되어 용접으로 완성되었다. 차체 두께는 2 mm이다. 전장품과 공기 구동부는 차체 하부 기계함 내에 설치되었다.
각 차량 측면에는 출입문이 4개씩 장착되었고, 각 출입문의 너비는 950 mm이다. 기관사 출입을 위한 별도의 출입문이 1개씩 설치되어 있다. EI형 시제자와 마찬가지로 객실과 운전실간 출입문이 설치되어 있으며, 기관사의 비상 탈출 통로로도 사용되었다. 차량간 연결부에는 비상 출입문이 장착되어 있다. 창문 크기는 고타바겐 T4-62 노면전차와 동일하게 설계되었다.
차체 크기는 17,44 × 2,57 m이다. 차체 전두부는 EII형의 계획과는 다르게 꺾어진 형태가 아닌 직선형이다. 전두부 창문은 두 부분으로 나뉘어 있으며, 2761 및 277형 베를린 S반 전동차, 오버바이스바흐 산악철도용 2792형 전동차에도 적용되었다. 전두부 중앙에 행선 안내기가 설치되어 있다. 차량 전두부에는 전조등 2개, 제동등 2개가 양쪽으로 장착되어 있고, 중앙부에는 회송 및 임시열차 운행을 알리는 녹색 신호등이 장착되어 있다.

### 1차분

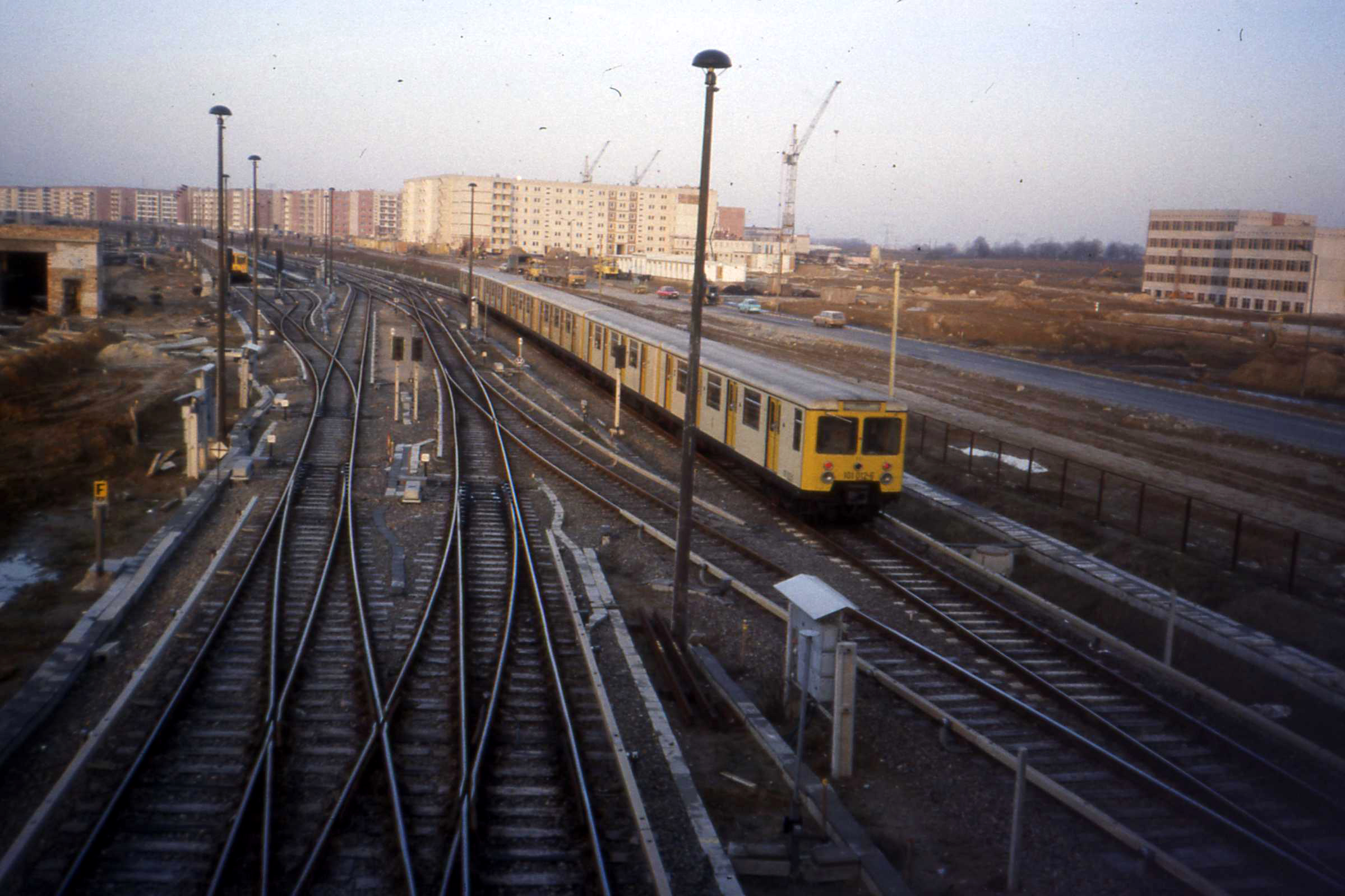
1차분 EIII 차량, 1990년

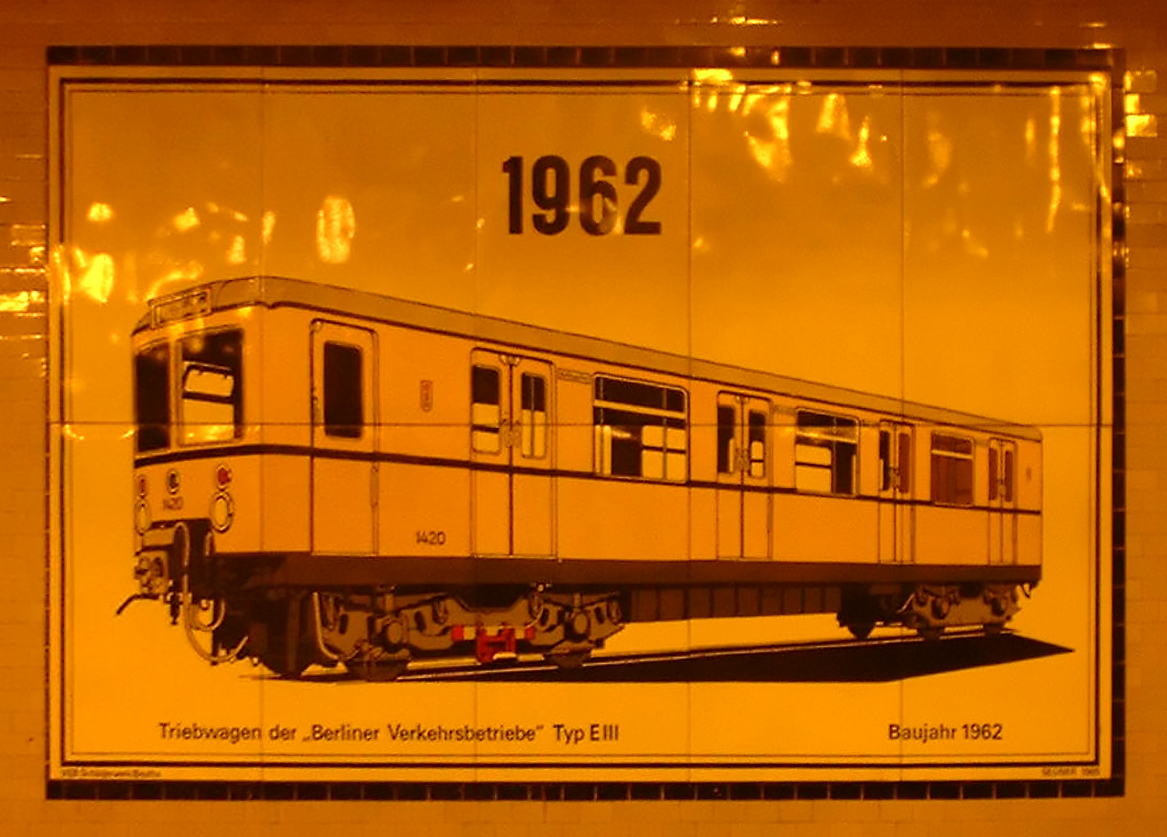
클로스터슈트라세역의 베를린 750주년 기념 전시 중 1420호. 구도색이 적용되어 있다.

서베를린 지역의 S반 운행 감소에 따라서 독일국영철도 소유 구형 S반 차량이 개조에 투입되었고, 이 중 ET 168, ET 169형 차량이 개조에 사용되었다. 동베를린 BVG는 이를 통해서 AIK형 차량을 다시 A선으로 보낼 수 있게 되었지만, 개조된 차량의 차령이 개조 당시에도 35년이었을 뿐만 아니라 향후에도 더 오래된 차량을 계속 사용해야 함을 의미했다. S반 차량은 U반에 사용하기에는 중량이 너무 무거웠으며, 역간거리가 짧은 도시철도 운행에는 적합하지 않게 설계되었다.
최초 S반 차량으로 ET/EB 168 009 차량이 EIII 차량으로 개조되었다. 약 6개월간의 개발을 거쳐서 1962년 12월에 1410/1411, 1412/1413, 1414/1415호 차량이 생산되었다. 1963년 1월 4일 BVG에서 차량을 인수한 후, 그 3일 후에 프리드리히스펠데 기지로 1410/1411편성이 회송되었다.
차량 인수 이후에는 야간에 시험 운행이 진행되었다. 전 구간 차량한계를 만족함을 확인한 후에는 주행 및 제동시험이 진행되었다. S반 차륜은 원뿔형으로 설계되었지만 U반 차륜은 원통형이었기 때문에 운행 과정에서 문제가 발생했고, 이후에 U반에 맞는 차륜 형태로 교체되었다. 제동계통에서도 추가적인 문제가 발견되었다. BVG에서는 금속제 답면제동 제륜자를 사용하기를 원하지 않았기 때문에 목제 제륜자를 사용했다. 그러나 제륜자에서 스며나온 윤활유가 궤도에 축적되는 문제가 생겼기 때문에 갈수록 제동성능이 감소했다. S반에서 도입이 시작되었던 플라스틱 제륜자는 U반 차륜의 형태(폭과 경사 차이)에는 적합하지 않았기 때문에 별도의 U반용 제륜자가 개발되어야 했다. 제륜자 시험운행 이후 U반 전용 플라스틱 제륜자가 도입되었다.
전장품에서의 문제점은 RAW 쇠네바이데에도 보고되었으나, RAW 측에서는 개조 작업에 들어가는 비용을 맞추기 위해서 일부 부품은 재생 과정을 거치지 않고 그대로 사용했기 때문에 미해결 상태로 방치했다.
1963년 4월 1일 1410/1411+1412/1413 4량 편성이 알렉산더플라츠역에서 공개되었다. 영업 운행은 1963년 5월부터 시작되었다. 1965년 1월 8일까지 ET 168형에서 개조된 총 19편성이 U반에 반입되었다. 그 해 말까지 ET 165형에서 개조된 3편성이 반입되었고, 이 중에는 사고로 손상된 차량 및 1927년에 생산된 시제차가 포함되어 있다. 나머지 19편성과는 기술적인 차이가 있었지만 그와는 관계 없이 1차분으로 분류되었다. 총 22편성이 존재하며, 1410/1411부터 1452/1453호까지 연속으로 차호가 부여되었다. 1970년부터는 101 002/151 003부터 101 046/151 047까지로 개칭되었다.

### 2차분

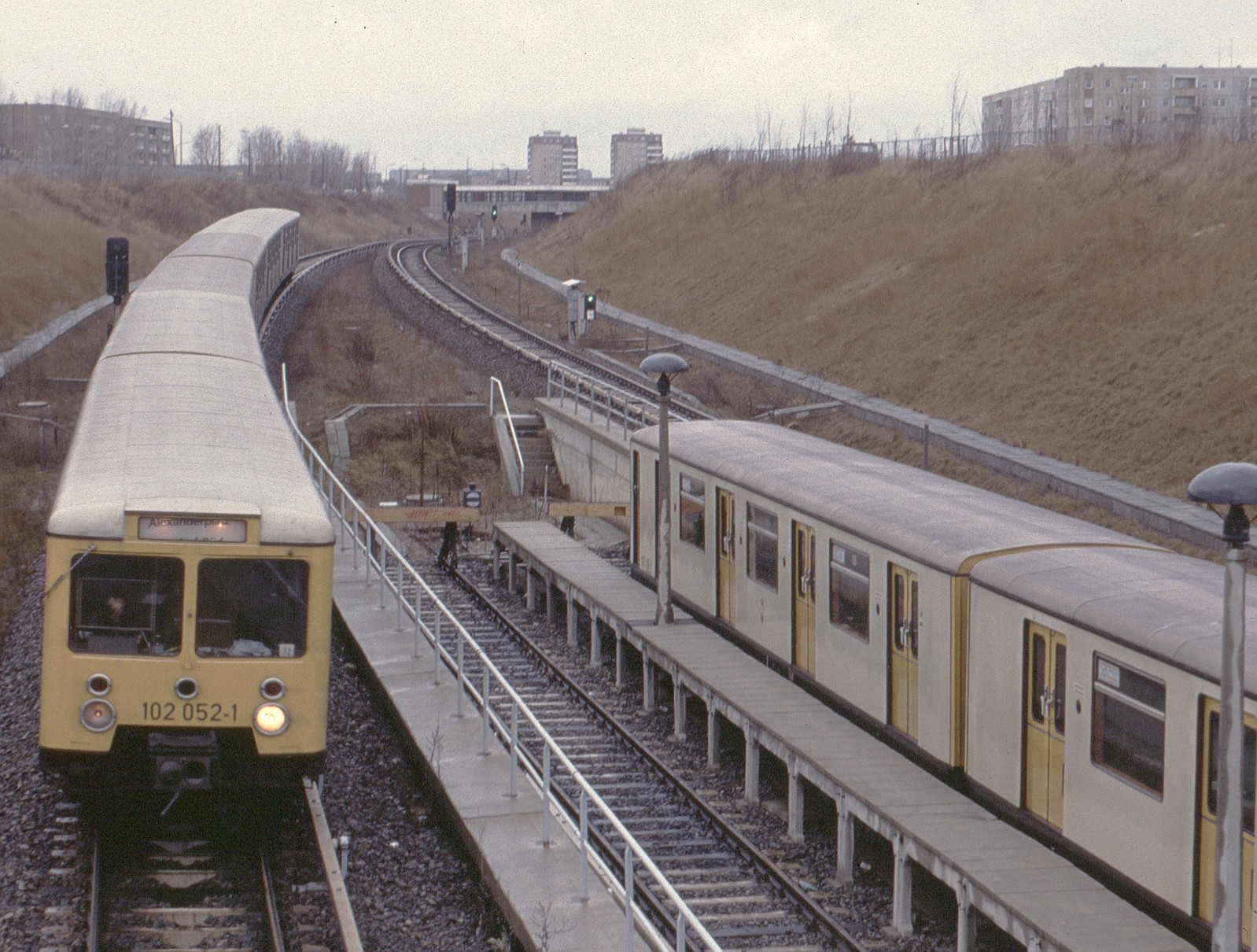
102 052(왼쪽), 1991년

1차분이 반입되고 있었던 시기에 독일국영철도는 BVG에 ET 169형 차량을 기반으로 한 신차 구입을 제안했다. 베를린 S반 보이콧이 계속 진행되었기 때문에 독일국영철도에서는 구형 차량부터 퇴역시키고 있었다. ET 169형 차량은 전후 동력차는 2대차 장대형, 중간차 3량은 각 칸별로 대차가 1개씩만 장착되어 있었으며 중간차 3량 길이가 다른 차량 2량 길이와 유사했다.
계획 당시에는 U반에도 이러한 차량 구조를 유지할 예정이었으나, 대차 중량 때문에 실링슈트라세역과 알렉산더플라츠역 사이의 급곡선 구간을 운행 시에 궤도 마모가 발생했다. 독일국영철도에서는 바곤바우 바우첸에서 대차 개조 및 신규 대차 제작 이후 ET 165형 7편성을 개조한 동력차 14편성 및 ET 165형 대차 매각을 제안했다. 1966년 10월 6일부터 1968년 12월 20일까지 개조 후 BVG에 차량 반입이 진행되었다. 동력차에는 ET 169형 전동차의 전장품 일부와 전동기, ET 165형 전동차의 대차가 장착되었다. 객차에는 ET 165형 대차가 재활용되었으나 나머지 부분은 신규로 제작되었다. 따라서 다른 차량에 비해서 제동 성능이 더 좋았다. 1454/1455부터 1480/1481호까지 차호가 부여되었으며, 1970년부터는 102 050/152 051부터 102 076/152 077까지로 개칭되었다.
14편성 반입 이후 E선을 운행했던 AIK형 전동차는 1968년까지 A선으로 복귀했고, 예비차는 1970년 이후에도 유지되었다.
1968년 3월 12일에 ET 169 008a 차량이 폐차되면서 ET 169 003b 차량이 ET 169 008a"로 개칭되어 U반 차량으로 개조되었다.

### 3차분

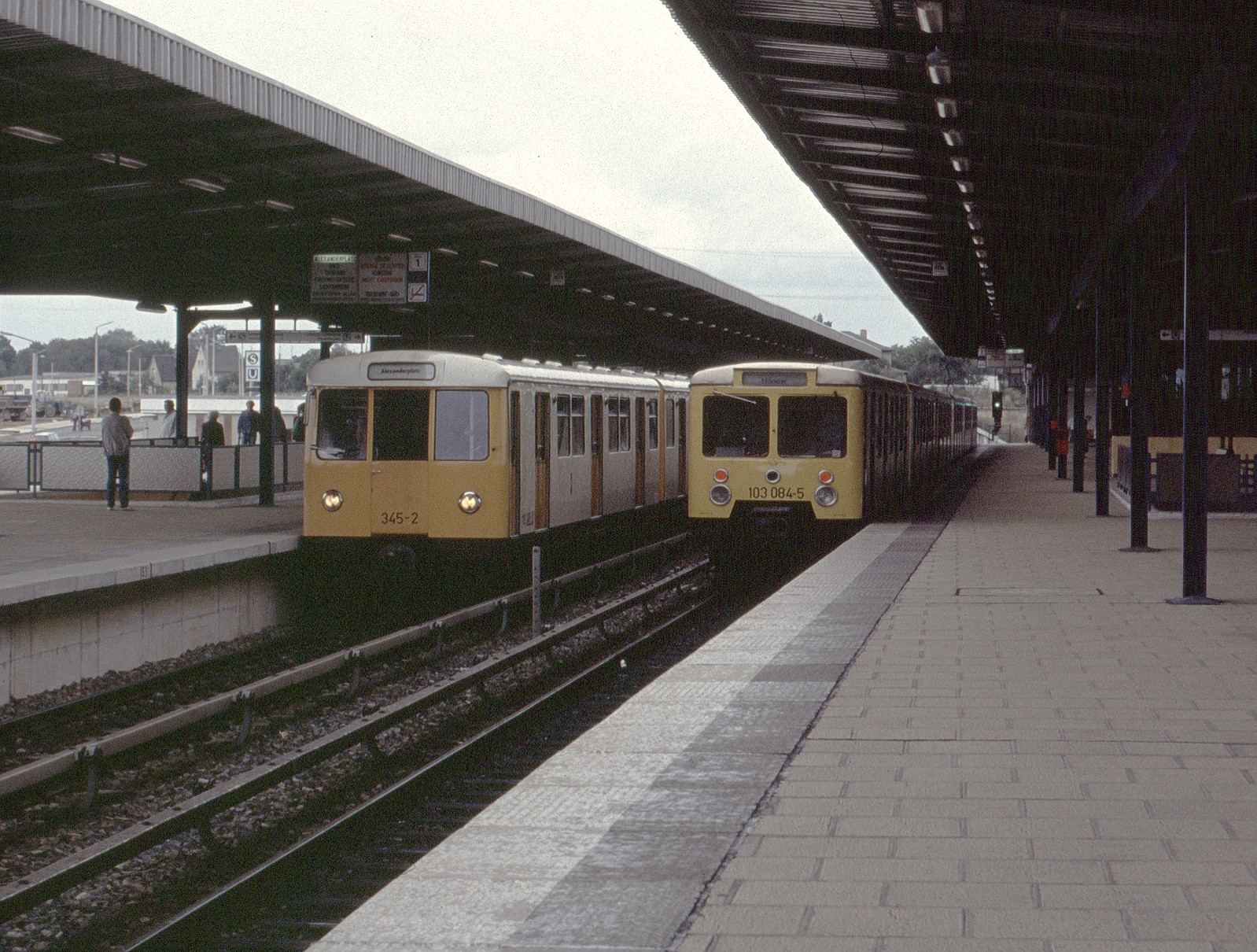
불레탈역의 103 084와 D형 차량, 1990년

1969년부터 티어파르크역 방면 연장이 진행되면서, 연장 구간에 따른 추가 차량 도입을 위하여 동베를린 BVB에서는 독일국영철도와 4편성 구매 계약을 체결했다. 구형 차량이었던 ET 168, ET 169형 차량이 개조 및 퇴역했고 동베를린의 S반 수요 증가로 인하여 차량이 더 필요했기 때문에 275형(기존 ET 165형) 차량 중 사고차를 개조에 사용했다. 3차분 차량은 1968년 이전까지 차량과 기술적인 차이는 없다. 1972년 9월 9일부터 1973년 1월 25일까지 4편성이 반입되었으며, 차호는 103 080/153 081부터 103 086/153 087까지이다.

### 4차분

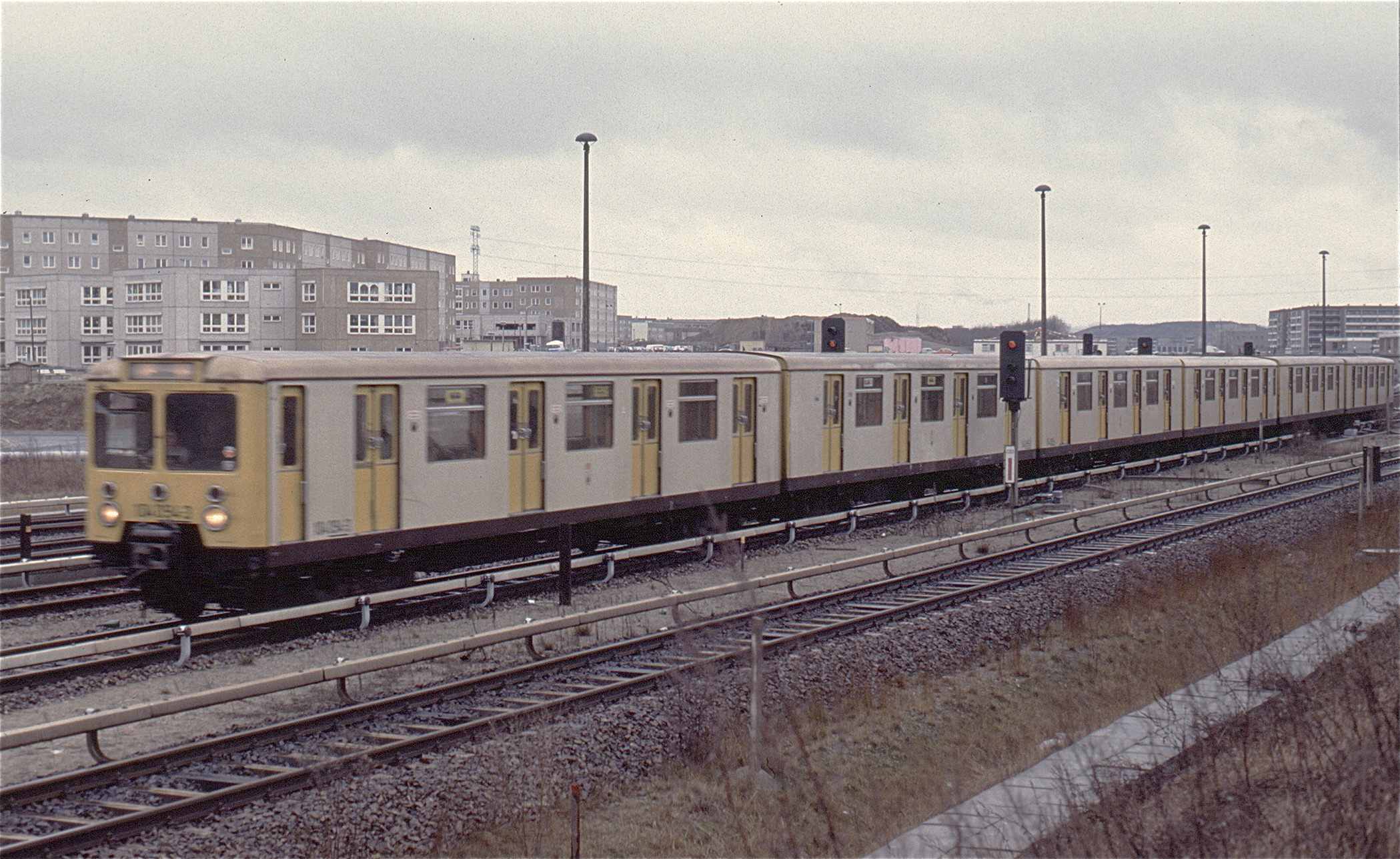
4차분 차량, 1991년

티어파르크역 연장으로 인하여 티어파크 베를린 수요뿐만 아니라 오버쇠네바이데 지역에서의 신규 노면전차 환승 수요까지 생기면서 BVB에서는 1973년 10월 1일부터 출퇴근 시간 배차간격을 4분으로 단축했다. 이에 필요한 차량 도입을 위하여 독일국영철도에 275형 전동차 5편성 구매 계약을 체결했다.
U반용 차량 개조가 진행된 시기에 277형 전동차의 개수 작업이 진행되었고, S반 전동차에 적용된 기술 개선점이 같이 적용되었다. 보조전원장치의 전압이 48 V에서 110 V로 증가했고, 1인 승무를 위한 데드맨 장치가 추가되었고, 완전 자동식 샤펜베르크 연결기가 장착되었다. 그 결과 EIII/4 전동차는 3차분까지의 차량과 병결 운행이 불가능하게 되었다. 객실 조명등도 직류에서 교류로 변경되었고, 동력차에는 2개씩 11조, 객차에는 2개씩 13조가 장착되었으며 각 조명등은 40 W이다. RAW 쇠네바이데에서는 안내방송 시스템과 출입문 닫힘 경고 시스템을 설치했다. 출입문 폐쇄 경고음은 S반 전동차에 사용하는 것과 동일한 것이다.
기술적인 차이점 때문에 4차분 전동차는 EIII/4라는 별도의 형식명을 부여받았다. 차호는 104 090/154 091부터 104 098/154 099까지를 부여받았다. 1975년 이후부터 1차분부터 3차분까지의 차량이 EIII/4 수준으로의 개조 작업이 진행되었고, ET 168형에서 취거했던 대차도 교체되었다. 개조 작업은 1982년에 완료되었다.

### 5차분

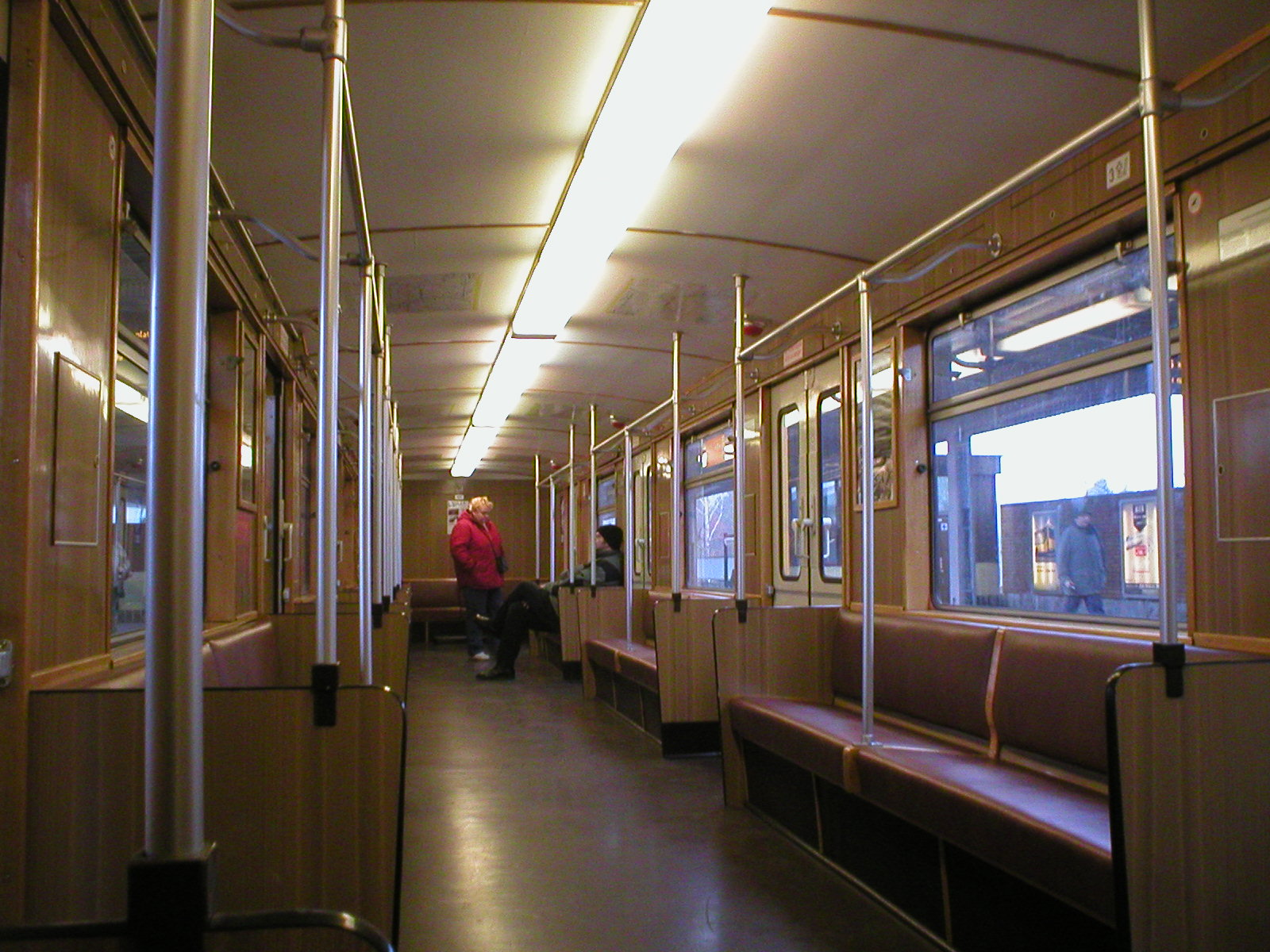
EIII/5U형 차량 내부

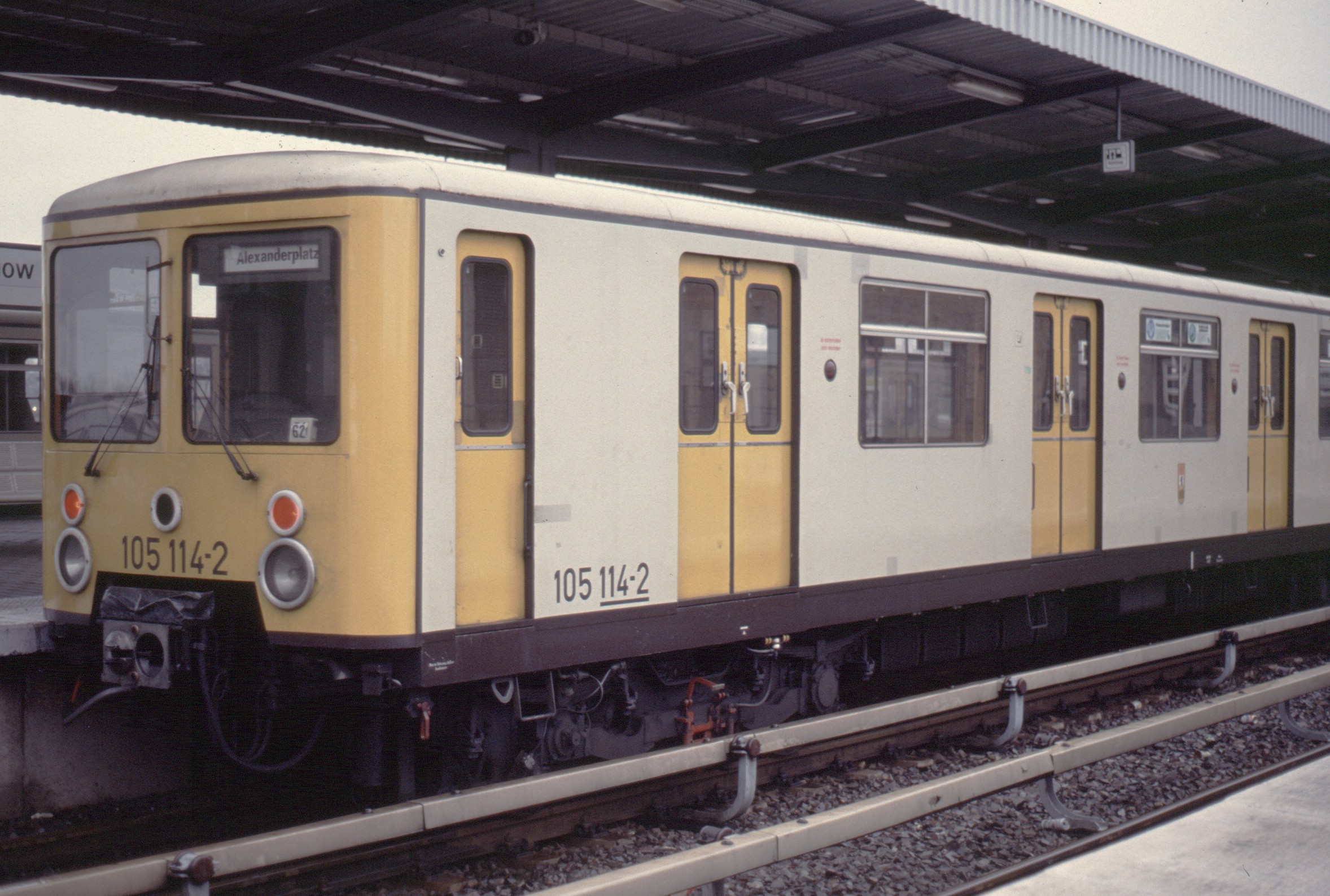
회노역의 105 114(이후 1914), 1991년

1984년 E선의 헬러스도르프 방면 10 km 연장안이 확정되었다. 출퇴근 시간대에 비스도르프쥐트역까지는 2분 15초, 회노역까지는 4분 30초 배차 간격을 계획하고 있었다. 사회주의 국가에서의 지하철 차량 수입이 불가능했기 때문에 BVB에서는 또 다시 독일국영철도에 차량 구매 의사를 타진했다. 그 결과 1986년 중순에 85편성을 무상으로 양도하는 계약이 체결되었고, 270형 차량 도입으로 인하여 기존 차량이 퇴역 예정이었기 때문에 개수 작업을 거치지 않은 275형 차량이 개조 대상에 포함되었다. 270형 차량 도입 이전까지는 사고로 인하여 운행을 중단한 차량 위주로 개조되었다.
시제차 3편성은 EIII/4형과 외관은 동일했으나 전장품이 변경되었다. 보조 전원 전압은 110 V, 정적 전압 공급, 살사장치, 기계식 자동 열차 정지 장치, 무전기, 스피커 개선 등이 적용되었다. 장착 계기가 변경되면서 차체 하부 구조와 객실 내부 구조가 변경되었다. 1986년 5월에 시제차 3편성이 반입된 후 1986년 9월부터 양산자 제작이 시작되었다. 기존 차량 운행 경험으로 인하여 전두부 현상이 변경되어, 유리가 약간 길어지는 대신 행선 안내기가 창문 위쪽으로 내려왔다. 이와 동시에 행선 안내기도 수동식에서 전동식으로 변경되었다. 측면 창문도 1매에서 2매로 변경되었으나, 이후에 다시 1매로 변경되었다. 클로스터슈트라세역 화재 사고로 인하여 천장 재질이 변경되었다.
독일국영철도에서 차량 부족으로 인하여 개조를 일시 중단한 1988년 6월까지 총 29편성이 반입되었다. 동베를린 BVB에서는 서베를린 BVG에서 사용했던 D형 차량을 중고로 구입했고, 그 후 1989년 8월에 EIII/5형 차량 6편성 제작 계약을 맺었다. 차량 제작은 1990년 9월까지 진행되었으나, 이미 서독 마르크화로 계약금을 지불하기 시작했다. 독일 통일 이후 동독의 교통 수요가 감소하면서 개조 차량의 수요가 감소했기 때문에 RAW 쇠네바이데에서는 1990년 가을에 개조 작업을 중단하고 작업 공정을 철거했다.
마지막 5차분은 총 41편성으로 구성되어 있다. 275형 차량의 동력차 40량과 객차 41량 및 277형 차량의 사고 동력차 1량이 사용되었다. 차호는 105 100/155 101부터 105 180/155 181까지 부여되었다.

### 통일 이후

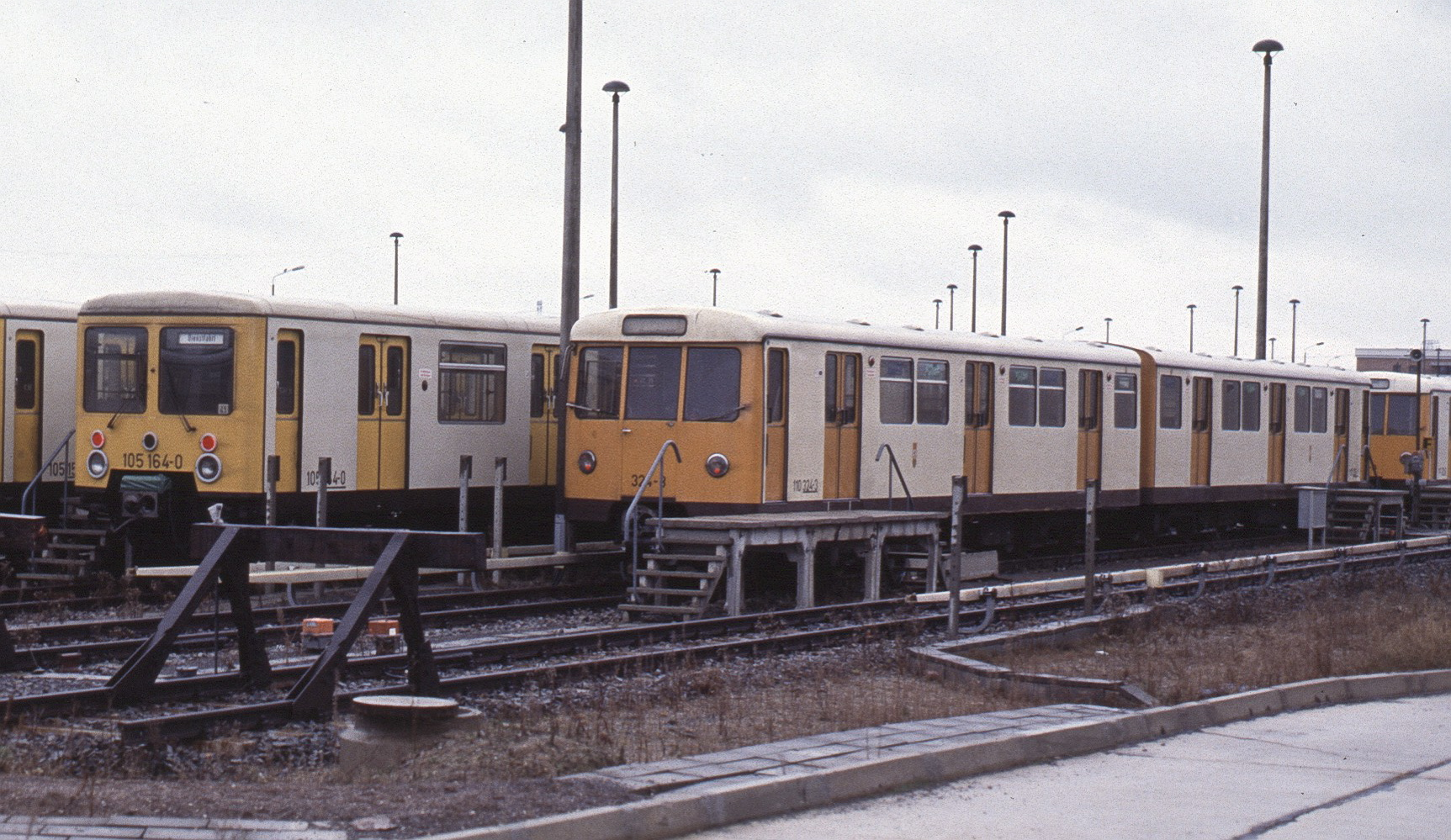
회노 기지의 EIII/5형 (105 164) 및 D형 (110 324), 1991년

1992년 1월 1일부터 양쪽 베를린의 교통공사가 합쳐졌다. 이 시점부터는 EIII형 전동차 운행이 경제성을 상실했다. 하부 기기가 급전 궤도에 부딪히는 문제 때문에 바이젠터널을 통하여 회송 운행이 불가능했다. 1994년 1월 1일부터 BVG가 서베를린 S반 영업권을 도이체반에 반납하면서 S반 반제 기지에서의 중검수 역시 불가능하게 되었다. 쇠네바이데 기지에서의 검수 역시 회사가 달라졌기 때문에 추가 비용을 지불해야만 했다. 그 결과 BVG 이사회에서는 1992년 3월 EIII형 차량의 단계적 폐차 및 F형 차량 추가 도입을 결정했다.
EIII/4형 차량은 1994년부터 폐차되었다. 당시에도 일부 편성은 BOStrab 기준으로의 개수 공사가 진행 중이었다. 폐차 결정에 따라서 더 이상의 중검수를 거치지 않게 되었으며, 1818/1819(구 101 018/151 019)편성은 1993년 1월 11일 RAW 쇠네바이데에서 개수 공사 및 검수 없이 회송되었다. 폐차 결정 이후에 바르샤바 지하철로의 매각이 계획되었으나 실현되지는 않았다.
EIII/5형 차량은 향후 더 운행하기로 결정되었으며 개수 공사가 진행되었다. 1958/1959, 1960/1961편성은 RAW 쇠네바이데에서 개수 공사가 진행되었다. 출입문은 10 km/h 이상에서 자동으로 잠기고 압축 공기식으로 쇄정되었다. 가속 시작 후 10초 내에 비상제동 장치를 당기면 강제로 제동이 체결되며, 10초가 지나면 출입문에서 경고음이 울리기 시작하여 기관사는 다음 역까지만 운행해야 했다. 영업최고속도도 63 km/h에서 58 km/h로 감속되었다. 차후 자기제동 장착이 준비되었다. 개수 공사가 진행된 차량은 EIII/5U형으로 구분되었으며, 다른 EIII/5형 차량과 병결 운행이 불가능했기 때문에 차량 앞유리에 주의 문구가 부착되었다.
BVG에서는 총 3편성의 개수 공사를 진행했다. 통일에 따른 임금 및 원자재비 인상에 따라서 EIII/5형 중 9편성만이 EIII/5U형으로 개수되었다. 1908/1909, 1914/1915, 1916/1917, 1920/1921, 1958/1959-1966/1967편성이 개수 대상이었다. EIII형 전동차의 높은 운영 비용과 BOStrab 기준으로의 비경제적인 개수 비용으로 인하여 차량 사용을 최소화했다. EIII/4형 차량은 1995년까지 퇴역, EIII/5형 및 EIII/5U형 차량은 2000년까지 퇴역이 계획되었다. F형 차량이 충분히 반입되지 않았기 때문에, BVG는 U5 및 U8 노선의 영업최고속도를 상향시키고 차량 수를 줄여서 U8 노선에 사용되었던 D형 및 DL형 차량을 F형 차량이 반입될 때까지 U5 노선으로 이적시킬 수 있었다. 원래 계획되었던 1999년 퇴역에 비해서 1994년에 조기 퇴역 시 총 4070만 마르크 비용 절감이 예상되었다.
U5 노선에 D형 및 DL형 차량이 충분히 이적한 후 EIII형 차량은 영업 운행에서 제외되었다. 1994년 7월 9일 마지막 EIII형 차량이 운행했고, 공식적인 퇴역은 7월 16일에 진행되었다. 이 날 1830/1831+1810/1811+1842/1843, 1916/1917+1914/1915+1908/1909편성이 운행했다. 당시까지 남아 있었던 구형 차량과 함께 1994년 12월까지 불레탈 연결선을 통해서 페르히란트로 회송되었으며, 1995년까지 폐차되었다.

## 차량 목록
도입 당시에는 동서베를린 BVG에서 1950년대에 도입된 공유된 차호 체계를 사용했고, 1970년 이후에 동베를린에서는 차호 체계를 변경했다. U반 대형 규격용 차량은 4자리 차호를 사용했으며, 홀수번은 객차, 짝수번은 동력차이다. E형 차량에는 1400호대 번호가 부여되었다. 1957년 제작된 시제차의 차호는 1400, 1402호였으며, EIII형 차호는 1410/1411부터 시작한다.
동베를린 BVB의 차호 체계는 독일국영철도의 차호 체계와 유사한 구조를 사용했다. 각각 자리수별 의미는 다음과 같다.
- 1번째 자리: 교통 수단(1: U반)
- 2번째 자리: 0: 동력차, 5: 객차
- 3번째 자리: 차분(1: 1차분, 2: 2차분, 3: 3차분, 4: 4차분, 5: 5차분)
- 4번째부터 6번째 자리: 일련번호. 동력차는 짝수, 객차는 홀수
- 7번째 자리: 체크 숫자

일련번호는 002부터 시작했으며, 1410/1411호 차량은 101 002-1/151 003-1로 차호가 변경되었다. EI형 시제차는 차호 개칭 당시에 영업 운행에서 제외되었기 때문에 번호가 변경되지 않았다. 각각 차분별 일련번호 사이에는 여유분을 두었으며, 차분에 관계 없이 계속 증가하는 일련번호를 사용했기 때문에 4차분 차량은 104 002가 아닌 104 090부터 시작한다. 독일 재통일 이후에는 서베를린 BVG의 차호 체계로 전환되었으며, 1992년 7월부터 1993년 초까지 1800호대와 1900호대 번호를 다시 부여받았다. 일련번호의 마지막 두 자리는 동베를린과 동일한 번호를 사용했으며, 101 002호 차량은 1802호로 개칭되었다.
| EIII 1차분 차량 목록 | EIII 1차분 차량 목록 | EIII 1차분 차량 목록 | EIII 1차분 차량 목록  |
| 차호(1970년 이전)    | 차호(1970년-1992년)  | 차호(1992년 이후)    | 개조된 차량           |
| -------------------- | -------------------- | -------------------- | --------------------- |
| 1410/1411            | 101 002/151 003      | 1802/1803            | ET 168 009/EB 168 009 |
| 1412/1413            | 101 004/151 005      | 1804/1805            | ET 168 022/EB 168 022 |
| 1414/1415            | 101 006/151 007      | 1806/1807            | ET 168 037/EB 168 037 |
| 1416/1417            | 101 008/151 009      | 1808/1809            | ET 168 036/EB 168 036 |
| 1418/1419            | 101 010/151 011      | 1810/1811            | ET 168 031/EB 168 031 |
| 1420/1421            | 101 012/151 013      | 1812/1813            | ET 168 042/EB 168 029 |
| 1422/1423            | 101 014/151 015      | 1814/1815            | ET 168 046/EB 168 042 |
| 1424/1425            | 101 016/151 017      | 1816/1817            | ET 168 028/EB 168 028 |
| 1426/1427            | 101 018/151 019      | 1818/1819            | ET 168 018/EB 168 018 |
| 1428/1429            | 101 020/151 021      | 1820/1821            | ET 168 019/EB 168 019 |
| 1430/1431            | 101 022/151 023      | 1822/1823            | ET 168 040/EB 168 040 |
| 1432/1433            | 101 024/151 025      | 1824/1825            | ET 168 047/EB 168 047 |
| 1434/1435            | 101 026/151 027      | 1826/1827            | ET 168 044/EB 168 044 |
| 1436/1437            | 101 028/151 029      | 1828/1829            | ET 168 024/EB 168 024 |
| 1438/1439            | 101 030/151 031      | 1830/1831            | ET 168 020/EB 168 020 |
| 1440/1441            | 101 032/151 033      | 1832/1833            | ET 168 007/EB 168 012 |
| 1442/1443            | 101 034/151 035      | 1834/1835            | ET 168 001/EB 168 001 |
| 1444/1445            | 101 036/151 037      | 1836/1837            | ET 168 017/EB 168 017 |
| 1446/1447            | 101 038/151 039      | 1838/1839            | ET 168 021/EB 168 021 |
| 1448/1449            | 101 040/151 041      | 1840/1841            | ET 165 419/EB 165 419 |
| 1450/1451            | 101 042/151 043      | 1842/1843            | ET 165 038/EB 165 038 |
| 1452/1453            | 101 044/151 045      | 1844/1845            | ET 165 037/EB 165 037 |
| EIII 2차분 차량 목록 |                      |                      |                       |
| 차호(1970년 이전)    | 차호(1970년-1992년)  | 차호(1992년 이후)    | 개조된 차량           |
| 1454/1455            | 102 050/152 051      | 1850/1851            | ET 169 013a           |
| 1456/1457            | 102 052/152 053      | 1852/1853            | ET 169 013b           |
| 1458/1459            | 102 054/152 055      | 1854/1855            | ET 169 010a           |
| 1460/1461            | 102 056/152 057      | 1856/1857            | ET 169 010b           |
| 1462/1463            | 102 058/152 059      | 1858/1859            | ET 169 008a"          |
| 1464/1465            | 102 060/152 061      | 1860/1861            | ET 169 008b           |
| 1466/1467            | 102 062/152 063      | 1862/1863            | ET 169 002a           |
| 1468/1469            | 102 064/152 065      | 1864/1865            | ET 169 002b           |
| 1470/1471            | 102 066/152 067      | 1866/1867            | ET 169 006a           |
| 1472/1473            | 102 068/152 069      | 1868/1869            | ET 169 006b           |
| 1474/1475            | 102 070/152 071      | 1870/1871            | ET 169 016a           |
| 1476/1477            | 102 072/152 073      | 1872/1873            | ET 169 016b           |
| 1478/1479            | 102 074/152 075      | 1874/1875            | ET 169 015a           |
| 1480/1481            | 102 076/152 077      | 1876/1877            | ET 169 015b           |
| EIII 3차분 차량 목록 |                      |                      |                       |
|                      | 차호(1970년-1992년)  | 차호(1992년 이후)    | 개조된 차량           |
|                      | 103 080/153 081      | 1880/1881            | 275 837/275 838       |
|                      | 103 082/153 083      | 1882/1883            | 275 839/275 840       |
|                      | 103 084/153 085      | 1884/1885            | 275 849/275 850       |
|                      | 103 086/153 087      | 1886/1887            | 275 835/275 836       |
| EIII 4차분 차량 목록 |                      |                      |                       |
|                      | 차호(1992년 이전)    | 차호(1992년 이후)    | 개조된 차량           |
|                      | 104 090/154 091      | 1890/1891            | 275 671/275 672       |
|                      | 104 092/154 093      | 1892/1893            | 275 759/275 760       |
|                      | 104 094/154 095      | 1894/1895            | 275 217/275 218       |
|                      | 104 096/154 097      | 1896/1897            | 275 795/275 796       |
|                      | 104 097/154 099      | 1898/1899            | 275 823/275 824       |
| EIII/5 차량 목록     |                      |                      |                       |
|                      | 차호(1992년 이전)    | 차호(1992년 이후)    | 개조된 차량           |
|                      | 105 100/155 101      | 1900/1901            | 275 613/275 614       |
|                      | 105 102/155 103      | 1902/1903            | 275 035/275 036       |
|                      | 105 104/155 105      | 1904/1905            | 275 077/275 406       |
|                      | 105 106/155 107      | 1906/1907            | 275 445/275 446       |
|                      | 105 108/155 109      | 1908/1909            | 275 229/275 230       |
|                      | 105 110/155 111      | 1910/1911            | 275 549/275 550       |
|                      | 105 112/155 113      | 1912/1913            | 275 957/275 670       |
|                      | 105 114/155 115      | 1914/1915            | 275 197/275 198       |
|                      | 105 116/155 117      | 1916/1917            | 275 827/275 372       |
|                      | 105 118/155 119      | 1918/1919            | 275 497/275 498       |
|                      | 105 120/155 121      | 1920/1921            | 275 329/275 330       |
|                      | 105 122/155 123      | 1922/1923            | 275 821/275 960       |
|                      | 105 124/155 125      | 1924/1925            | 275 321/275 322       |
|                      | 105 126/155 127      | 1926/1927            | 275 139/275 140       |
|                      | 105 128/155 129      | 1928/1929            | 275 359/275 360       |
|                      | 105 130/155 131      | 1930/1931            | 275 607/275 820       |
|                      | 105 132/155 133      | 1932/1933            | 275 065/275 066       |
|                      | 105 134/155 135      | 1934/1935            | 275 657/275 448       |
|                      | 105 136/155 137      | 1936/1937            | 275 731/275 554       |
|                      | 105 138/155 139      | 1938/1939            | 275 829/275 830       |
|                      | 105 140/155 141      | 1940/1941            | 275 079/275 080       |
|                      | 105 142/155 143      | 1942/1943            | 275 145/275 146       |
|                      | 105 144/155 145      | 1944/1945            | 275 159/275 160       |
|                      | 105 146/155 147      | 1946/1947            | 275 463/275 464       |
|                      | 105 148/155 149      | 1948/1949            | 275 089/275 090       |
|                      | 105 150/155 151      | 1950/1951            | 275 101/275 102       |
|                      | 105 152/155 153      | 1952/1953            | 275 123/275 124       |
|                      | 105 154/155 155      | 1954/1955            | 275 207/275 208       |
|                      | 105 156/155 157      | 1956/1957            | 275 055/275 056       |
|                      | 105 158/155 159      | 1958/1959            | 275 523/275 524       |
|                      | 105 160/155 161      | 1960/1961            | 275 211/275 212       |
|                      | 105 162/155 163      | 1962/1963            | 275 825/275 826       |
|                      | 105 164/155 165      | 1964/1965            | 275 029/275 030       |
|                      | 105 166/155 167      | 1966/1967            | 275 789/275 790       |
|                      | 105 168/155 169      | 1968/1969            | 275 259/275 260       |
|                      | 105 170/155 171      | 1970/1971            | 275 447/275 553       |
|                      | 105 172/155 173      | 1972/1973            | 275 017/275 018       |
|                      | 105 174/155 175      | 1974/1975            | 275 367/275 368       |
|                      | 105 176/155 177      | 1976/1977            | 275 409/275 410       |
|                      | 105 178/155 179      | 1978/1979            | 275 349/275 350       |
|                      | 105 180/155 181      | 1980/1981            | 277 293/275 644       |

## 보존된 차량

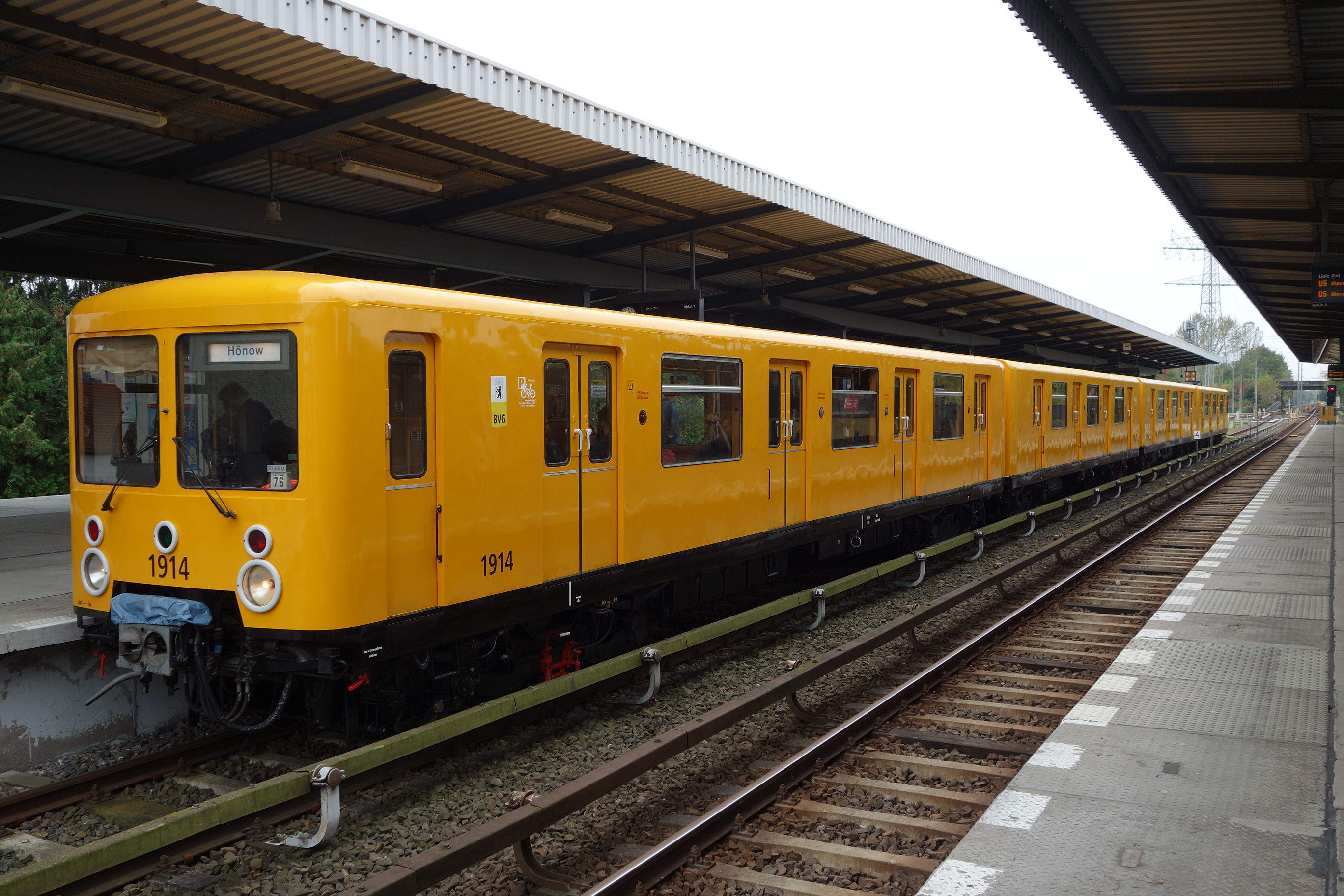
비스도르프쥐트역, 2017년

영업 운행에서 종료된 직후에는 5편성이 보존되어 있었다.
1880/1881편성은 독일 기술박물관으로 운반되었고 창고 차량으로 사용되기도 했다. 상태가 악화되어 2007년 3월에 에베르스발데로 회송되어 폐차되었다.
1804/1805편성은 1962년에 최초 반입된 3편성 중 일부이며 1979년 당시 상태로 보존되어 있다. 최종 영업운전 당시 상태로 보존된 1816/1817편성과 병결되어 4량 편성으로 운행이 가능했다. 1880/1881편성 폐차 이후 1804/1805편성은 독일 기술박물관행이 예정되어 있었으나 진행되지는 않았다. 1816/1817편성은 2014년 2월, 1804/1805편성은 2014년 12월에 폐차되었다.
1914/1915+1916/1917편성은 최종 영업운전 당시 상태로 동태 보존되어 있다. U5 노선에서 임시 운행에 사용하며, 2017년 여름에는 국제정원박람회 당시 임시 열차로 운행했다.

## 도색
초기에는 서베를린과 동베를린의 도색 차이가 없었다. 노란색을 기본 색상으로 하며, 천장은 회색, 대차와 하부 기기는 검은색으로 도색되었다. 초기에는 니트로셀룰로스 페인트를 사용했으나 쉽게 어두워지는 문제가 있었기 때문에 차량이 낡아 보이는 문제가 있었다. 1970년대 초반부터 폴리우레탄 페인트를 사용하여 도색의 오염 문제를 해결했다.
1983년 6월 1일 동독 사회주의통일당에서는 동베를린 대중교통의 도색을 서베를린과 최대한 차이나게 할 것을 지시했다. 그 때까지는 동서베를린에서 분단 이전기의 공통된 도색을 공동으로 사용하고 있었다. VEB Designprojekt Studio Dresden에서 새로운 도색안을 개발했다. 기본 도색은 아이보리색이며 벽체 및 천장까지 적용되었다. 대차와 하부 기기는 검은색을 유지하며, 출입문 테두리도 검은색 도색이 적용되었다. 전두부 및 출입문 색상은 노란색을 유지한다. GI형 열차에 시범적으로 신도색을 적용한 후 1984년부터 EIII형 열차의 도색이 변경되었다. 1984년 9월 초 101 002/151 003편성이 동베를린 도색으로 변경되었다. 원래는 검수 기간에 도색을 변경할 예정이었으나, 1987년 베를린 750주년 기념식을 준비하면서 BVB에서는 도색을 그 이전까지 완료하기로 결정했다. 이에 따라서 소형 규격의 나머지 차량(AI, AII, GI)에도 통일된 도색이 적용되었다.
독일의 재통일 후 BVG에서는 EIII형 차량을 서베를린 U반 도색으로 재도색할 것을 계획했다. 1992년 1월 31일부터 7월 2일까지 검수 과정에서 1804/1805, 1810/1811, 1814/1815, 1818/1819, 1830/1831, 1842/1843, 1844/1845, 1876/1877, 1894/1895, 1900/1901부터 1916/1917까지 편성의 도색이 변경되었다. 도색이 변경된 18편성을 제외한 나머지 차량은 과거 동베를린 도색이 폐차 직전까지 유지되었다.

## 사고
EIII형이 운행했던 1972년부터 1992년까지 큰 사고는 4회 발생했으나 인명 피해는 발생하지 않았다.
1972년 3월 리히텐베르크역에서 돌진사고가 발생하여 101 040 동력차가 손상되었다. 1974년에 RAW 쇠네바이데에서 복구되었다.
1980년 1월 13일 101 034 동력차가 알렉산더플라츠역 인상선에서 탈선했다. 1980년 3월까지 RAW 쇠네바이데에서 복구되었고, 같은 장소에서 1981년 1월에 또 다시 탈선했다. 1982년 12월까지 복구 공사 및 중검수가 시행되었다.
1992년 10월 21일 카울스도르프노르트역과 불레탈역 사이에서 110 317/318(DI형) 및 101 015/151 015(EIII형) 차량의 충돌 사고가 발생했다. EIII/4형 및 그 이전 차량의 퇴역이 결정되어 있었기 때문에 사고가 발생한 차량은 복구되지 않았다.

## 참고 문헌
- Andreas Biedl, Norbert Walter (2001). 《Die Fahrzeuge der Berliner U-Bahn. Typ E》. Berlin: VBN Verlag Bernd Neddermeyer. ISBN 3-933254-17-5.
- Hans-Joachim Hütter (2003).  Verkehrsgeschichtliche Blätter, 편집. 《U-Bahnen aus der S-Bahn-Werkstatt》. U5. Geschichte(n) aus dem Untergrund. Zwischen »Alex« und Hönow. Berlin: Verlag GVE. ISBN 3-89218-079-2.